# Promsha
Promsha är ett vattendrag i Belarus.   Det ligger i voblasten Hrodna voblast, i den västra delen av landet, 150 km väster om huvudstaden Minsk.
I omgivningarna runt Promsha växer i huvudsak blandskog. Runt Promsha är det ganska glesbefolkat, med 23 invånare per kvadratkilometer.